# ATP Challenger Hagen
Das ATP Challenger Hagen (offiziell: Platzmann Open) ist ein seit 2021 stattfindendes Tennisturnier in Hagen, Deutschland. Die ersten vier Ausgaben fanden im benachbarten Lüdenscheid statt. Es ist Teil der ATP Challenger Tour und wird im Freien auf Sand ausgetragen.

## Siegerliste

### Einzel
| Austragungsort | Jahr | Sieger            | Finalgegner             | Ergebnis       |
| -------------- | ---- | ----------------- | ----------------------- | -------------- |
| Hagen          | 2025 | Yannick Hanfmann  | Guy den Ouden           | 3:6, 6:2, 6:2  |
| Lüdenscheid    | 2024 | Raphaël Collignon | Botic van de Zandschulp | 3:6, 6:4, 6:3  |
| Lüdenscheid    | 2023 | Duje Ajduković    | Hugo Dellien            | 7:5, 6:4       |
| Lüdenscheid    | 2022 | Hamad Međedović   | Zhang Zhizhen           | 6:1, 6:2       |
| Lüdenscheid    | 2021 | Daniel Altmaier   | Nicolás Jarry           | 7:61, 4:6, 6:3 |

### Doppel
| Austragungsort | Jahr | Sieger                                    | Finalgegner                            | Ergebnis          |
| -------------- | ---- | ----------------------------------------- | -------------------------------------- | ----------------- |
| Hagen          | 2025 | Hendrik Jebens Albano Olivetti            | Vasil Kirkov Bart Stevens              | 6:4, 6:72, [10:8] |
| Lüdenscheid    | 2024 | David Pel Bart Stevens                    | Matwé Middelkoop Denys Moltschanow     | 6:4, 2:6, [10:8]  |
| Lüdenscheid    | 2023 | Luca Margaroli Santiago Rodríguez Taverna | Jakob Schnaitter Kai Wehnelt           | 7:64, 6:4         |
| Lüdenscheid    | 2022 | Robin Haase Sem Verbeek                   | Fabian Fallert Hendrik Jebens          | 6:2, 5:7, [10:3]  |
| Lüdenscheid    | 2021 | Ivan Sabanov Matej Sabanov                | Denys Moltschanow Alexander Nedowessow | 6:4, 2:6, [12:10] |